# Phractura bovei

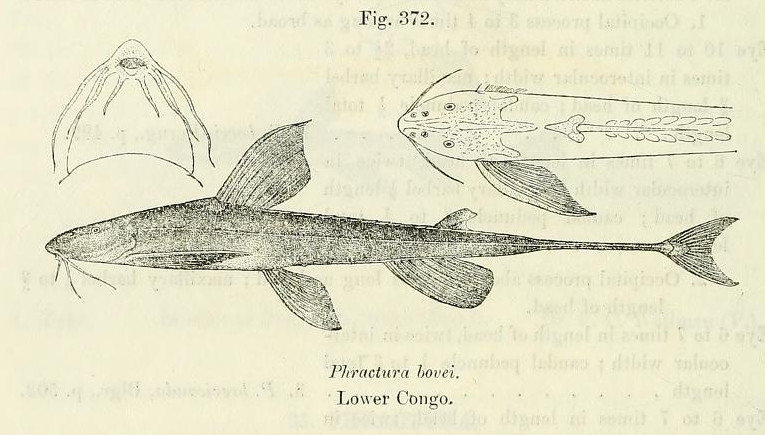
Dibuix d'un espècimen de Phractura bovei.

Phractura bovei és una espècie de peix de la família dels amfílids i de l'ordre dels siluriformes.

## Morfologia
Els mascles poden assolir els 11 cm de llargària total.

## Distribució geogràfica
Es troba a Àfrica: riu Congo.